# Antvorskovs amt
Antvorskovs amt (danska: Antvorskov Amt) var ett amt i östra Danmark. Amtet omfattade ett område på den sydvästra delen av ön Själland. Den enda staden i amtet var Skælskør. Amtet administrerades dock från staden Slagelse, som trots att den inte ingick i amtet utgjorde residensstad.

## Administrativ historik
Antvorskovs amt bildades när Danmarks län ersattes av amt 1662 och ersatte då det dåvarande slottslänet Antvorskovs län.
Amtet upphörde 1798, då det, tillsammans med Korsørs amt, gick upp i Sorø amt, som sedan i sin tur till större delen blev en del av Vestsjællands amt i samband med kommunreformen 1970. Sedan kommunreformen 2007 tillhör området Region Själland.

## Härader
Antvorskovs amt omfattade två härader:
- Vester Flakkebjergs härad
- Øster Flakkebjergs härad